# Lola Artôt de Padilla
Pour les articles homonymes, voir Padilla.
Dolores de Padilla dite Lola Artôt de Padilla (Sèvres, 5 octobre 1876 - Berlin, 12 avril 1933) est une soprano franco-espagnole, renommée en Allemagne, où elle a surtout chanté.

## Biographie
Lola Artôt de Padilla est née à Sèvres près de Paris en 1876
Sa mère est la célèbre soprano Désirée Artôt (de Padilla), et son père est un célèbre baryton espagnol, Mariano Padilla y Ramos. Sa marraine était le professeur de chant de la mère  de Pauline Viardot. Elle a démontré sa capacité vocale très jeune, sans avoir  le tempérament de sa mère.
Celle-ci fut sont seul professeur de chant. Lola  fait ses débuts non officiels à Paris et ses grands débuts au théâtre de la Hesse à Wiesbaden , en 1902, dans le rôle-titre de Mignon. Elle  débute à l'Opéra-Comique de Paris en 1904. À partir de 1905 et jusqu'en 1908, elle  chante à l'Opéra-Comique de Berlin, puis, de 1909 à 1927, à l'Opéra impérial de Berlin. Elle y a brillé pendant dix-huit années et fut l'artiste préférée de Guillaume II, qui lui attribua le titre de cantatrice de la cour. Elle a aussi joué dans d'autres villes en Allemagne et aux Pays-Bas, à Paris, en Scandinavie et en Pologne.
Lola Artôt de Padilla a créé le rôle de Vreli (Juliette) dans Roméo et Juliette au village de Frederick Delius (Berlin, 21 février 1907).
Elle a créé à Berlin les rôles-titres de Turandot et de Der Rosenkavalier de Richar Strauss. Strauss la considérait comme « la meilleure Octavian qu'il avait jamais entendu »,. Il lui attribue en 1916 le rôle du compositeur dans le prologue d' Ariadne auf Naxos. Elle crée également la Goosegirl dans Königskinder  de Engelbert Humperdinck (première européenne, le 14 janvier 1911).
Elle était célèbre pour son interprétation de Cherubino dans Les Noces de Figaro et de Zerlina dans Don Giovanni, de Mozart,. Son répertoire a également compris le rôle de la Comtesse dans Les Noces de Figaro, de Marie dans La Fiancée vendue de Smetana, de Charlotte dans le Werther de Massenet, de Micaela dans Carmen, et d'Oscar – autre rôle travesti – dans Un ballo in maschera. Devenue professeur de chant, à Berlin, elle eut  Rose Olitzka comme élève.
Depuis 1927, Lola Artôt de Padilla s'était retirée de la scène pour se vouer à l'enseignement et s'occuper des œuvres d'assistance aux artistes indigents. Elle est morte après une longue maladie, à l'hôpital de Westend à Berlin, en 1933, âgée de 52 ou 56 ans. Elle est enterrée au Südwestkirchhof Stahnsdorf de Berlin.

## Enregistrements
Elle a réalisé un certain nombre d'enregistrements et elle apparaît dans The Record of Singing Volume 1 (1899–1919) EMI.